# 생애사 연구
생애사 연구(life history research)는 특정 개인의 생애에 대해 탐구하는 질적 연구 방법이다.
생애사 연구를 하는 분야로는 사학, 심리학, 사회학, 인류학, 문학 등이 있다. 이야기, 일화, 역사적 내용 등의 자료를 분석하며, 개인의 생애에 대해 상세히 기술한다.
개인의 인생에 대한 광범위한 기록을 보고하는 전기적 글쓰기 형식이다. 연구되는 개인은 살아있으며 현재 살아가고 있는 인생은 개인적, 제도적, 사회적 역사들로부터 영향을 받는다. 연구자는 상이한 학문적 관점들을 사용할 수 있는데 여기에는 한 문화를 대표하는 것으로 개인의 인생을 탐색하는 것, 인류학적 생애사 같은 것이 있다.

## 같이 보기
- 질적 연구